# کرد علیا
کرد علیا، روستایی از توابع بخش کرون شهرستان تیران و کرون در استان اصفهان ایران است.

## جمعیت
این روستا در دهستان کرون علیا قرار دارد و براساس سرشماری مرکز آمار ایران در سال ۱۳۸۵، جمعیت آن ۷۳۹ نفر (۲۱۵خانوار) بوده‌است.

## کشاورزی
از محصولات کشاورزی این روستا می توان موسیر ، گندم ، جو ، سیب زمینی و... می توان اشاره کرد.